# Jacob Israël de Haan
Jacob Israël de Haan (hebrejsky יעקב ישראל דה האן‎, Ja'akov Jisra'el de Ha'an; 31. prosince 1881 – 30. června 1924) byl nizozemský spisovatel a novinář židovského původu, zavražděný v Jeruzalémě židovskou polovojenskou organizací Hagana. De Haan, který byl antisionistou, měl v plánu ve spolupráci s arabskými státy rozvrátit židovské společenství v mandátní Palestině a chystal se britské vládě navrhnout, aby židovská ortodoxní společenství v Palestině nebyla podřízena autoritě světských židovských institucí. Tři dny před jeho odjezdem do Spojeného království byl zavražděn. Podle knihy Šlomo Nakdimona z roku 1985 spáchal de Haanovu vraždu údajně Avraham Tehomi, a to z rozkazu Jicchaka Ben Cviho, pozdějšího druhého izraelského prezidenta.